# Heliotrop (växt)
Heliotrop (Heliotropium arborescens) är en strävbladig växtart som beskrevs av Carl von Linné. Heliotropium arborescens ingår i Heliotropsläktet som ingår i familjen strävbladiga växter. Inga underarter finns listade i Catalogue of Life.
Den kommer ursprungligen från Peru. Arten odlas som ettårig utplanteringsväxt i Sverige.
Heliotrop är en halvbuske.